# Даунинг, Джозеф Джексон
Джозеф Джексон Даунинг (англ. Joseph Jackson Downing) (30 марта 1924, Норман (Оклахома), США — 13 октября 1993, Сан-Франциско) — американский психиатр, доктор медицины, известный гештальт-терапевт, основатель Гештальт института в Сан-Франциско.

## Биография
Джек Даунинг родился в городе Норман, штат Оклахома, США. Медицинскую степень он получил в 21 год в Университете Оклахомы. Некоторое время он работал психиатром-эпидемиологом в городе Сиракьюс, штат Нью-Йорк. В 1958 году он вместе с женой Лилиан Дэвис Даунинг (англ. Lillian Davies Downing) переезжает в Сан-Франциско, где принимает активное участие в становлении гештальт-терапии. Джек Даунинг часто путешествовал в Чили в целях изучения различных спиритуалистических практик. Наряду с Клаудио Наранхо и Робертом Холлом он становится одним из ведущих последователей Фрица Перлза.
Жена Лилиан Даунинг умерла от рака в 1974 году. Сам Джек умер 13 октября 1993 года. После их брака остались дети: Кэролин Даунинг Уайлдмэн (англ. Carolyn Downing Wildman), Шелли Даунинг (англ. Shelly Downing), Тамерлан Даунинг-Миникофф (англ. Tamerlane Downing-Minikoff), Дейдре Даунинг Марколонго (англ. Deidre Downing Marcolongo) и Форрест Даунинг (англ. Forrest Downing).